# Michael Steinore
Michael Steinore, geboren als Michael Kohn, (* 1902 in New York, Vereinigte Staaten; † 19. Februar 1961 in Los Angeles) war ein US-amerikanischer Soundspezialist, Toningenieur und Spezialeffektkünstler, der bei drei Nominierungen für den Oscar einmal mit diesem ausgezeichnet wurde.

## Leben
Michael Steinore wurde als Sohn von Herschel Kohn und Lena Steinore 1902 in New York geboren. Über seine genaue berufliche Ausbildung ist derzeit nichts bekannt. Im Jahr 1934 wirkte Steinore an seinem ersten Film mit, dem Abenteuerfilm Tarzans Vergeltung. Johnny Weissmüller und Maureen O’Sullivan spielten die Hauptrollen. Steinore war für den Klang verantwortlich. In Tarzans Rache (1936) war er erneut im Team des Sound Departments. Auch an dem vielfach preisgekrönten Musicalfilm Der Zauberer von Oz mit Judy Garland als Dorothy wirkte er mit, ihm oblag die Tonschnittleitung.
Mit dem 1942 entstandenen Kriegsfilm Stand by for Action mit Robert Taylor, Brian Donlevy und Charles Laughton war Steinore zusammen mit seinen Kollegen A. Arnold Gillespie und Donald Jahraus erstmals für einen Oscar nominiert. Die Trophäe ging jedoch an Fred Sersen und Roger Heman senior und das Filmdrama Crash Dive.
Im Jahr 1944 arbeitete Steinore mit dem als Dick und Doof bekannten Gespann Stan Laurel und Oliver Hardy in der Filmkomödie Laurel und Hardy: Die Leibköche seiner Majestät zusammen. Daran schloss sich das Filmdrama Kleines Mädchen, großes Herz mit der seinerzeit 12-jährigen Elizabeth Taylor an. Die Komödie The Sailor Takes a Wife mit Robert Walker und June Allyson, die im Dezember 1945 ins Kino kam, und für die Steinore als Tonmeister am Mischpult stand, gehörte ebenfalls zu seinen Arbeiten.
Für das Kriegsdrama Schnellboote vor Bataan von John Ford erhielt Steinore 1946 eine weitere Oscarnominierung, wiederum mit Gillespie und Jahraus sowie mit R.A. MacDonald. Ausgezeichnet wurden jedoch John P. Fulton und Arthur Johns für ihre Arbeit in der Filmkomödie Der Wundermann.
Die Kriminalkomödie Der dünne Mann kehrt heim von Richard Thorpe, die auf Dashiell Hammetts Roman Der dünne Mann zurückgeht, war Steinores letzter Film im Jahr 1945. Das romantische Drama Taifun mit Van Heflin, Lana Turner und Donna Reed brachte Steinore zusammen mit seinen Kollegen Gillespie, Warren Newcombe und Douglas Shearer dann 1948 endlich den zweimal vergeblich erhofften Oscar ein.
Seine letzten beiden Filme, bei denen er als Tonmeister am Mischpult stand, das Film-Musical Singin’ In The Rain, auch bekannt als Du sollst mein Glücksstern sein, von Stanley Donen und Gene Kelly, und die romantische Komödie Villa mit 100 PS von Vincente Minnelli mit Lucille Ball, stammen aus den Jahren 1952 und 1953.
Michael Steinore war seit 1926 mit der gleichaltrigen Ruth Pearl Steinore, geborene Rodson, (1. März 1902–24. Oktober 1988) verheiratet. Das Ehepaar liegt auf dem Hollywood Memorial Cemetery begraben. Mit Norman Steinore (1911–1992) hatte er einen Halbbruder.

## Filmografie (Auswahl)
- 1934: Tarzans Vergeltung (Tarzan and His Mate)
- 1935: Das Zeichen des Vampirs (Mark of the Vampire)
- 1935: Skandal in der Oper (A Night at the Opera)
- 1936: Tarzans Rache (Tarzan Escapes)
- 1939: Der Zauberer von Oz (The Wizard of Oz)
- 1942: Stand by for Action
- 1944: Tagebuch einer Frau (Mrs. Parkington)
- 1944: Dreißig Sekunden über Tokio (Thirty Seconds Over Tokyo)
- 1944: Meet Me in St. Louis (Meet Me in St. Louis)
- 1944: Laurel und Hardy: Die Leibköche seiner Majestät (Nothing but Trouble)
- 1944: Kleines Mädchen, großes Herz (National Velvet)
- 1944: Musik für Millionen (Music For Millions)
- 1945: Das Bildnis des Dorian Gray (The Picture of Dorian Gray)
- 1945: Zu klug für die Liebe (Without Love)
- 1945: Urlaub für die Liebe (The Clock)
- 1945: Die Entscheidung (The Valley of Decision)
- 1945: Flitterwochen zu dritt (Thrill of a Romance)
- 1945: Urlaub in Hollywood (Anchors Aweigh)
- 1945: Schnellboote vor Bataan (They Were Expendable)
- 1945: The Sailor Takes a Wife
- 1945: Mann ohne Herz (Adventure)
- 1945: Der dünne Mann kehrt heim (The Thin Man Goes Home)
- 1946: The Harvey Girls
- 1946: Das Vermächtnis (The Green Years)
- 1946: Im Netz der Leidenschaften (The Postman Always Rings Twice)
- 1946: Lassie – Held auf vier Pfoten (Courage of Lassie)
- 1947: Taifun (Green Dolphin Street)
- 1952: Singin’ In The Rain (auch: Du sollst mein Glücksstern sein)
- 1953: Villa mit 100 PS (The Long, Long Trailer)

## Auszeichnungen
- 1944: Oscarnominierung für Stand by for Action
  - zusammen mit A. Arnold Gillespie und Donald Jahraus
- 1946: Oscarnominierung für Schnellboote vor Bataan
  - zusammen mit A. Arnold Gillespie, Donald Jahraus und R. A. MacDonald
- 1948 Oscar erhalten für Taifun
  - zusammen mit A. Arnold Gillespie, Warren Newcombe und Douglas Shearer